# Швеция на летних Олимпийских играх 1928
Швеция принимала участие в Летних Олимпийских играх 1928 года в Амстердаме (Нидерланды), и завоевала 25 медалей, из которых 7 золотые, 6 серебряные и 12 бронзовые. Сборную страны представляли 100 спортсменов (87 мужчин, 13 женщин).

## Медалисты
| Медаль  | Спортсмен                                                                               | Вид спорта            | Дисциплина                                   |
| ------- | --------------------------------------------------------------------------------------- | --------------------- | -------------------------------------------- |
| Золото  | Эрик Лундквист                                                                          | Лёгкая атлетика       | Мужчины, метание копья                       |
| Золото  | Свен Тофельт                                                                            | Современное пятиборье | Мужчины, личное первенство                   |
| Золото  | Свен Торелль                                                                            | Парусный спорт        | Класс «Монотип 12 футов»                     |
| Золото  | Арне Борг                                                                               | Плавание              | Мужчины, 1500 м вольным стилем               |
| Золото  | Туре Шёстедт                                                                            | Борьба                | Мужчины, вольная борьба, до 87 кг            |
| Золото  | Юхан Рихтгоф                                                                            | Борьба                | Мужчины, вольная борьба, свыше 87 кг         |
| Золото  | Рудольф Свенссон                                                                        | Борьба                | Мужчины, греко-римская борьба, свыше 82,5 кг |
| Серебро | Эрик Бюлен                                                                              | Лёгкая атлетика       | Мужчины, 800 м                               |
| Серебро | Оссиан Скиэльд                                                                          | Лёгкая атлетика       | Мужчины, метание молота                      |
| Серебро | Нильс Рамм                                                                              | Бокс                  | Мужчины, свыше 79,4 кг                       |
| Серебро | Рагнар Ольсон Янне Лундблад Карл Бонде                                                  | Конный спорт          | Выездка, командное первенство                |
| Серебро | Бо Линдман                                                                              | Современное пятиборье | Мужчины, личное первенство                   |
| Серебро | Эрик Мальмберг                                                                          | Борьба                | Мужчины, греко-римская борьба, до 62 кг      |
| Бронза  | Эдвин Виде                                                                              | Лёгкая атлетика       | Мужчины, 5000 м                              |
| Бронза  | Эдвин Виде                                                                              | Лёгкая атлетика       | Мужчины, 10.000 м                            |
| Бронза  | Инга Гентзель                                                                           | Лёгкая атлетика       | Женщины, 800 м                               |
| Бронза  | Рут Сведберг                                                                            | Лёгкая атлетика       | Женщины, метание диска                       |
| Бронза  | Гуннар Берггрен                                                                         | Бокс                  | Мужчины, до 61,2 кг                          |
| Бронза  | Йёста Карлссон                                                                          | Велоспорт             | Мужчины, индивидуальная гонка по шоссе       |
| Бронза  | Йёста Карлссон Эрик Янссон Еорг Юннссон                                                 | Велоспорт             | Мужчины, командная гонка по шоссе            |
| Бронза  | Лаура Шёквист                                                                           | Прыжки в воду         | Женщины, 10-метровая вышка                   |
| Бронза  | Рагнар Ольсон                                                                           | Конный спорт          | Выездка, индивидуальное первенство           |
| Бронза  | Карл Хансен Карл Бьёрнштерна Эрнст Хальберг                                             | Конный спорт          | Конкур, командное первенство                 |
| Бронза  | Кларенсе Хаммар Торе Хольм Карл Сандблум Юн Сандблум Филипп Сандблум Вильхельм Тёрслефф | Парусный спорт        | Класс «8 метров»                             |
| Бронза  | Арне Борг                                                                               | Плавание              | Мужчины, 400 м вольным стилем                |